# Zvezda (film 2014)
Zvezda (Звезда) è un film del 2014 diretto da Anna Melikjan.

## Trama
Il film parla di una ragazza bella ma goffa che sogna di diventare una star e una mondana, il cui figlio è stanco di soldi e finzioni.